# Linux Foundation

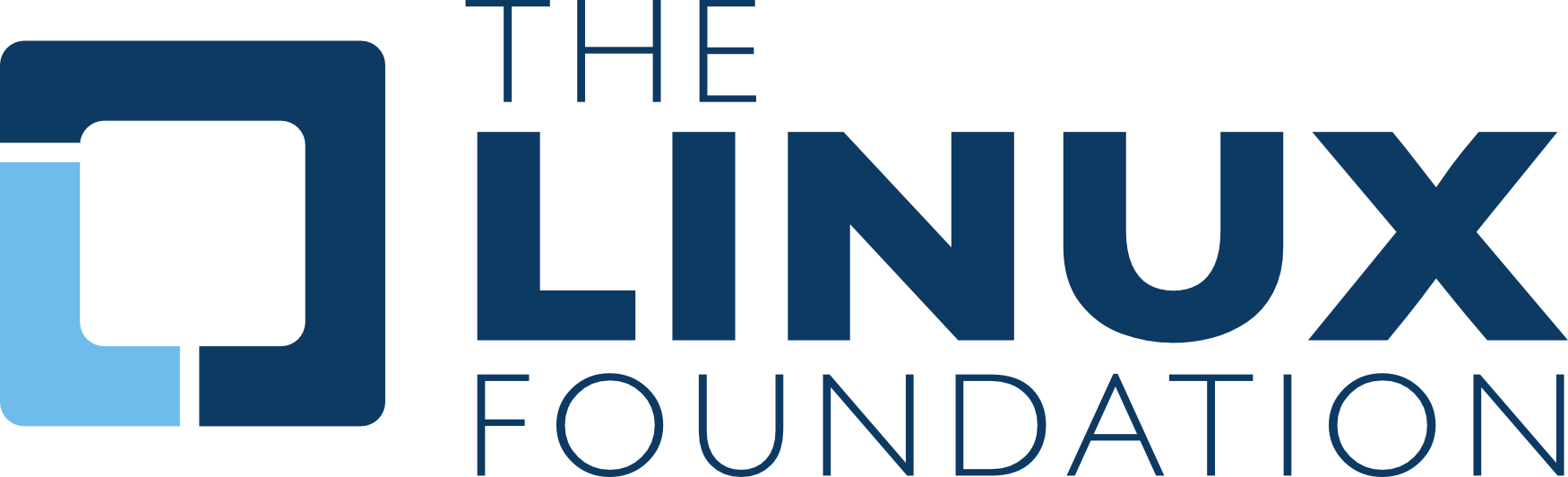
The Linux Foundation

A Linux Foundation (LF) é uma organização sem fins lucrativos voltada para o desenvolvimento e aprimoramento de tecnologias de software livre e de código aberto (open source, na sigla em inglês). O principal projeto mantido pela Linux Foundation é o Kernel Linux.
Fundada em 2000 pela fusão do Open Source Development Labs (OSDL) e o Free Standards Group (FSG), a Linux Foundation patrocina o trabalho do criador do Linux, Linus Torvalds, e é apoiada pelas empresas parceiras no desenvolvimento do Linux (aliança de desenvolvedores), que possui entre elas: Canonical, Red Hat, Google, Intel, AMD, Autodesk, Petrobras, Philips, Samsung, IBM, Adobe, entre outras empresas públicas, privadas, organizações sem fins lucrativos, universidades e desenvolvedores independentes do todo o mundo.
A Linux Foundation promove, protege, e padroniza Linux, "fornecendo um conjunto abrangente de serviços para competir eficazmente com plataformas fechadas".

## Linux
A Linux Foundation serve como um porta-voz para o ecossistema Linux e produz conteúdo original que auxilia os avanços na compreensão da plataforma Linux. Também promove eventos de colaboração entre a comunidade Linux, a indústria e os usuários finais para resolver assuntos relevantes para o progresso dos sistemas Linux. Através de programas de integração entre a comunidade de desenvolvedores, fabricantes de hardware e usuários, a Linux Foundation auxilia e colabora em questões técnicas e legais para que os sistemas Linux continuem existindo e se posicionando no mercado.

## Protegendo o Linux
A Linux Foundation patrocina o criador do Linux Linus Torvalds e outros desenvolvedores do kernel para que possam permanecer independentes e trabalhem em tempo integral na melhoria do kernel Linux. A Linux Foundation também gerencia a marca Linux, oferece aos desenvolvedores a proteção da propriedade intelectual legal, coordena a colaboração da indústria e da comunidade.

## Melhorar o Linux
A Fundação ainda oferece serviços de para desenvolvedores de forma a tornar os sistemas Linux atraentes para seus esforços de desenvolvimento. Estes incluem: o Linux Standard Base (LSB) e da Rede de Desenvolvedores Linux.
A Linux Foundation também apoia a comunidade Linux oferecendo informações técnicas e educação através de seus eventos anuais, como o Linux Collaboration Summit e o evento LinuxCon.

## linux.com
Em 3 de março de 2009, a Linux Foundation anunciou que iria assumir a gestão do Linux.com de seus proprietários anteriores, SourceForge, Inc.
O site foi relançado em 13 de maio de 2009, afastando-se da sua encarnação anterior como um site de notícias para se tornar uma fonte central para notícias, tutoriais, anúncios sobre o desenvolvimento e sobre sistemas operacionais Linux. Linux.com pretende contar com a comunidade para criar e gerir o conteúdo do site.

## Linux videos
A Linux Foundation hospeda um importante fórum de vídeo Linux , onde usuários, desenvolvedores e fornecedores podem criar e compartilhar vídeo tutoriais Linux. Também inclui vídeos dos últimos eventos da Linux Foundation, bem como fóruns de outras indústrias. É a casa para o anual Linux Video Contest Foundation. A Linux Foundation planeja adicionar encomendou série de tutoriais em vídeo sobre Linux Linux.com nos próximos meses.

## MeeGo
Em setembro de 2011, a Linux Foundation deu início ao desenvolvimento de seu próprio sistema operacional para dispositivos móveis, como smartphones, este sistema era open source e se chamava MeeGo. Em 2012 a Intel, a Nokia e a Samsung passaram a fazer parte da equipe de desenvolvimento do MeeGo e a Linux Foundation promove um reposicionamento de marca e o MeeGo passa a se chamar Tizen.

## Projetos

### TARS Foundation
TARS Foundation é uma fundação focada em microsserviços de código aberto que foi estabelecida em 10 de março de 2020 sob a Linux Foundation para apoiar o rápido crescimento de contribuições de código aberto e a adesão de uma comunidade focada na construção de um ecossistema de microsserviços.
A ideia começou com um framework de microsserviços maduro, através do projeto chamado TARS. Foi desenvolvido pela Tencent e é um framework de chamada remota de procedimento (RPC) de alto desempenho que oferece suporte a várias linguagens de programação. A fundação é apoiada por diversos membros como Arm, Tencent, AfterShip, Ampere, API7, Kong, Zenlayer, bem como desenvolvedores de todo o mundo.
Seu principal objetivo é abordar problemas que podem ocorrer na utilização de microsserviços, incluindo a redução das dificuldades de desenvolvimento e governança dos mesmos, além de buscar resolver a interoperabilidade de múltiplas linguagens de programação, problemas de transferência de dados, consistência de armazenamento de dados e garantia de alto desempenho ao mesmo tempo em que oferece suporte a solicitações massivas.

## Membros Corporativos
Até o final de julho de 2011, existem mais de 100 membros corporativos que se identificam com os ideais e missão da Fundação Linux:
1. Os membros Platinum, em que cada um doe USD$ 500.000 anualmente:
Fujitusu ltd, Hitachi ltd,Intel Corp,IBM Corp,NEC Corp,Oracle Qualcom Innovation Center Inc, Samsung e Microsoft Corp.
2. Usuários de Ouro, em que cada um doe USD$ 100.000 anualmente:
Advanced Micro Devices Inc., China Mobile ltd, Cisco Systems Inc., Eletronica e Telecomunicações research Inst., Google Inc., Hewlett-Packard Development Co.lp, Motorola Solutions, NetApp Inc, Nokia Oyj.,
Novell Inc., Panasonic Corp, e Toyota Motor Corp.
3. Membros de Prata, que cada um doe USD$ 5.000 a 20.000:
Adobe Systems Inc., ARM Holdings,Broadcom Corp, Canonical Ltd, Dell Inc.,DreamWorks Animation LLC, EMC Corp, Huawei Technologies Co.ltd, Igalia SL, LG Eletronics inc., MIPS Technologies Inc., Protecode Inc., Red Hat Inc., Renesas Eletronics Corp, Samsung Eletronics Co.Ltd, Siemens AG, Sony Corp, Texas Instruments Inc., Tieto, Toshiba Corp, VMware Inc., et al. Associados (5).

## Linux developer network
A Rede de Desenvolvedores Linux é uma comunidade online para desenvolvedores de aplicativos Linux e fornecedores de software independentes que desejam iniciar ou continuar a desenvolver aplicativos para a plataforma Linux.
O objetivo do Linux Developer Network é capacitar desenvolvedores para direcionar a plataforma Linux. Uma das maneiras da Rede de Desenvolvedores Linux ajuda os desenvolvedores a alcançar este objetivo é ajudá-los a construir aplicações portáteis Linux. A Rede de Desenvolvedores Linux também oferece aos desenvolvedores ferramentas para criar os melhores aplicativos do Linux possíveis, não importa o que os desenvolvedores de plataforma querem trabalhar.

## Formação Linux
A Linux Foundation Programa de Formação instrutores características e conteúdo diretamente aos líderes da comunidade de desenvolvedores Linux.
Os participantes receberão treinamento Linux que é independente de fornecedor, tecnicamente avançado e criou com os líderes atuais da comunidade de desenvolvimento Linux si. Os cursos de formação da Linux Foundation Linux, tanto online como em pessoa, dão participantes o conhecimento amplo e fundamental e de rede necessária para prosperar em suas carreiras.

## Linux Standards Base
O LSB (Linux Standard Base), é um projeto conjunto por várias distribuições Linux sob a estrutura organizacional da Linux Foundation para padronizar a estrutura do sistema de software, ou hierarquia de sistema de arquivos,usado com Linux do sistema operacional. O LSB é baseado no POSIX especificação, o Single UNIX Specification, e vários outros padrões abertos, mas estende-los em certas áreas.
De acordo com o LSB:
O objetivo da LSB é desenvolver e promover um conjunto de 
padrões abertos que vão aumentar a compatibilidade entre as
distribuições Linux e possibilitar que aplicações de software para rodar em qualquer sistema compatível com o mesmo na forma binária.
Além disso, o LSB ajudará a coordenar esforços para recrutar vendedores de 
software para portar e escrever produtos para o Sistema Operacional Linux.
A conformidade LSB pode ser certificada para um produto por um procedimento de certificação.
O LSB especifica, por exemplo: padrão bibliotecas , uma série de comandos e utilitários que ampliam o POSIX padrão, o layout da hierarquia do sistema de arquivos , níveis de execução , o sistema de impressão, incluindo spoolers como CUPS e ferramentas como Foomatic extensões e diversos para o X Window System.

## OpenPrinting
O grupo de trabalho OpenPrinting é um site pertencente à Fundação Linux que fornece documentação e suporte de software para impressão em Linux. Formado como LinuxPrinting.org, em 2006, tornou-se parte do Free Standards Group.
Eles desenvolveram uma base de dados que lista uma grande variedade de impressoras a partir de vários fabricantes. O banco de dados permite que as pessoas dão um relatório sobre o suporte e a qualidade de cada impressora,e eles também dão um relatório sobre o apoio dado para o Linux por cada fabricante da impressora. Eles também criaram um foomatic script (ex-cupsomatic) que se conecta ao Sistema Comum de impressão Unix (CUPS).

## Programa de patrocínio a software livre
A Linux Foundation (LF) auxilia o desenvolvimento de projetos que possuam relevância para o aprimoramento do kernel Linux e dos sistemas operacionais GNU/Linux e/ou baseados em Linux. Os projetos selecionados a serem patrocinados são ligados as áreas de desenvolvimento de softwares, bibliotecas de código aberto, projetos de design de código aberto (design open source), entre outros projetos relevantes para a comunidade de software livre e conhecimento livre e aberto.
Projetos codesenvolvidos e patrocinados pela LF:
- Civil Infrastructure Platform (plataforma de código aberto para o desenvolvimento e aperfeiçoamento de aplicativos de design urbano, arquitetura, paisagismo e engenharia civil);
- jQuery (biblioteca JavaScript de código aberto);
- Node.js (plataforma de código aberto para o desenvolvimento de software multiplataforma) - copatrocinada pela Linux Foundation, OpenJS Foundation e Joyent, Inc;
- Let's Encrypt (autoridade de certificação sem fins lucrativos e que desenvolve o serviço Let's Encrypt OpenSSL);
- Kubernetes (sistema de código aberto para automatização de busca por erros em software, escalamento e  gerenciamento de aplicativos em contêineres - virtualização em nível de sistema operacional) - codesenvolvido e copatrocinado pela Linux Foundation, Canonical e Google;
- LFEnergy (projeto de desenvolvimento de tecnologias de código aberto para a construção de sistemas de energia solar e eólica) - Empresa criada e mantida pela Linux Foundation;
- Tizen (semelhante ao Android, o Tizen é um sistema operacional de código aberto para dispositivos móveis) - copatrocinado pela Linux Foundation, Intel, Nokia e Samsung.

## Site
- www.linux-foundation.org